# ATS GT
L'ATS GT è un'autovettura prodotta dalla casa automobilistica italiana Automobili Turismo e Sport dal 2019.

## Contesto
L'originale ATS chiuse nel 1964 dopo aver prodotto solo 12 vetture.
Nel 2014 il marchio ATS venne acquistato da due investitori Emanuele Bomboi e Daniele Maritan. I vertici del marchio appena risorto decisero di sviluppare una GT che reincarnasse lo spirito della 2500 GT originale.

## Descrizione
Il design del frontale dell'auto richiama nella forma quello della 2500 GT con un muso molto spiovente e fari dalla forma allungata. Basata sulla McLaren 12C/650S, la GT riprende numerosi elementi dalla 12C, inclusi lo spoiler posteriore, gli specchietti retrovisori esterni e le portiere ad ali di farfalla diedri; anche a livello meccanico alcuni componenti come il motore e la trasmissione sono di derivazione McLaren. La parte posteriore della vettura è dotata di una copertura del motore opaca in fibra di carbonio, luci posteriori circolari e un'ampia griglia di sfogo per il motore, completata da un diffusore posteriore che la distinguono molto rispetto dall'originale 2500 GT. Sui lati della fiancata ci sono dei sensori nascosti che se sfiorati aprono le portiere, eliminando così le maniglie.

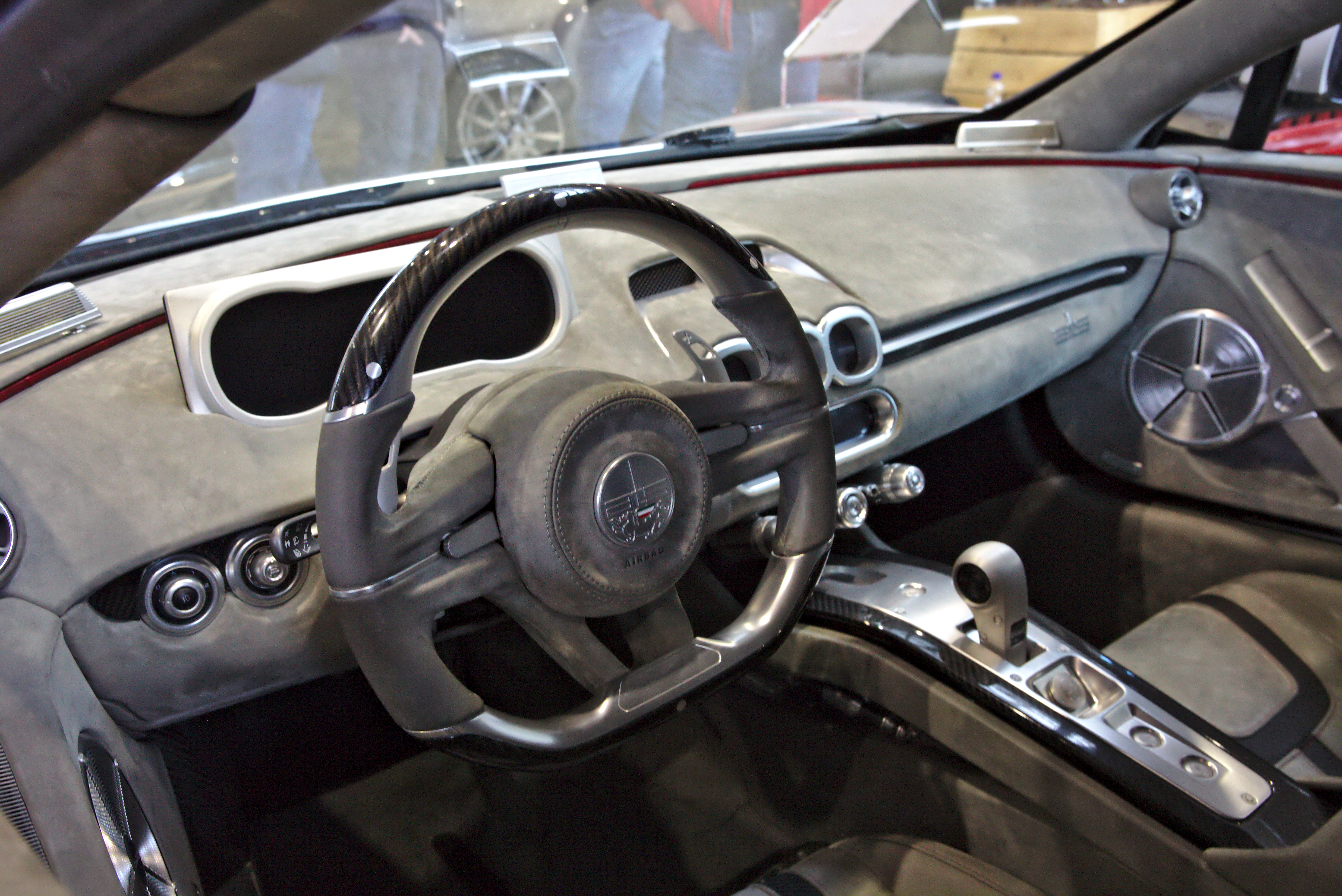
Gli interni

Gli interni sono costituiti da un quadro strumenti digitale, con il sistema di infotainment dell'auto utilizza le mappe di Google Maps. L'abitacolo è rifinito in pelle Nabuk e può essere personalizzato secondo le specifiche del cliente.
La GT è alimentata da un motore V8 di derivazione McLaren biturbo da 3,8 litri da 650 CV e 675 Nm di coppia in configurazione standard, ma può essere potenziato per generare fino a 700 CV e 750 Nm di coppia.
La GT accelera da 0 a 100 km/h in 3 secondi e può raggiungere una velocità massima di circa 322 km/h.